# العولمة والهوية الوطنية (كتاب)
العولمة والهوية الوطنية كتاب من تأليف الأديب والسياسي السعودي غازي القصيبي، عبارة عن محاضرات ألقيت في مدن ومناسبات مختلفة إلا أن ما يجمع بينها هو التقاطع بين العولمة، ومتطلباتها الكثيرة والهوية الوطنية ومستلزماتها العديدة.

## العناوين الفرعية
الكتاب مقسم إلى خمسة أقسام رئيسية، وأهم النقاط الرئيسية هي:
- بين العولمة والهوية الوطنية (أصل المقال محاضرة بعنوان «السياسة بين التجارة والحضارة» ألقيت في الغرفة التجارية العربية البريطانية بلندن سنة 1998).
- تجربة اليونيسكو: دروس الفشل (محاضرة ألقيت في جامعة البحرين سنة 2000).
- هل ينقرض الدبلوماسيون في حقبة العولمة (محاضرة ألقيت في كلية القيادة والأركان في الرياض سنة 2001).
- تحدي التدريب: نظرة مقارنة (محاضرة ألقيت في الغرفة التجارية الصناعية بالدمام سنة 2001).
- رجال الأعمال العرب في حقبة العولمة (محاضرة ألقيت في الغرفة التجارية الصناعية في الرياض سنة 2000).
- من صدام الحضارات إلى حوار الحضارات (محاضرة ألقيت في معهد «الصداقة وحل المنازعات» بالنمسا سنة 1999).
- المعلوماتية وتطوير القوى البشرية (ورقة مقدمة لندوة وزارة التخطط التي كان مزمعاً عقدها في الرياض في خريف 2001).